# 安东宁·帕年卡
安东宁·帕年卡（捷克語：Antonín Panenka，1948年12月2日—），布拉格人，捷克前足球运动员，主踢中场。他职业生涯中大部分时间效力于捷克的波希米亚人1905足球俱乐部。帕年卡随捷克斯洛伐克國家足球隊赢得了1976年欧洲足球锦标赛冠军。在与德國國家足球隊的决赛中，他踢入了决胜罚球——他使用的罚球技巧如今被称作勺子点球。

## 榮譽
- 歐洲國家盃最佳陣容:1976[3]
- 捷克斯洛伐克年度足球員（英语：Czechoslovak Footballer of the Year）:1980[4]
- 歐洲盃賽冠軍盃進球王:1984-85